# Efecte fundador

Il·lustració simple de l'efecte fundador. La població original és a l'esquerra amb tres possibles poblacions fundadores a la dreta.

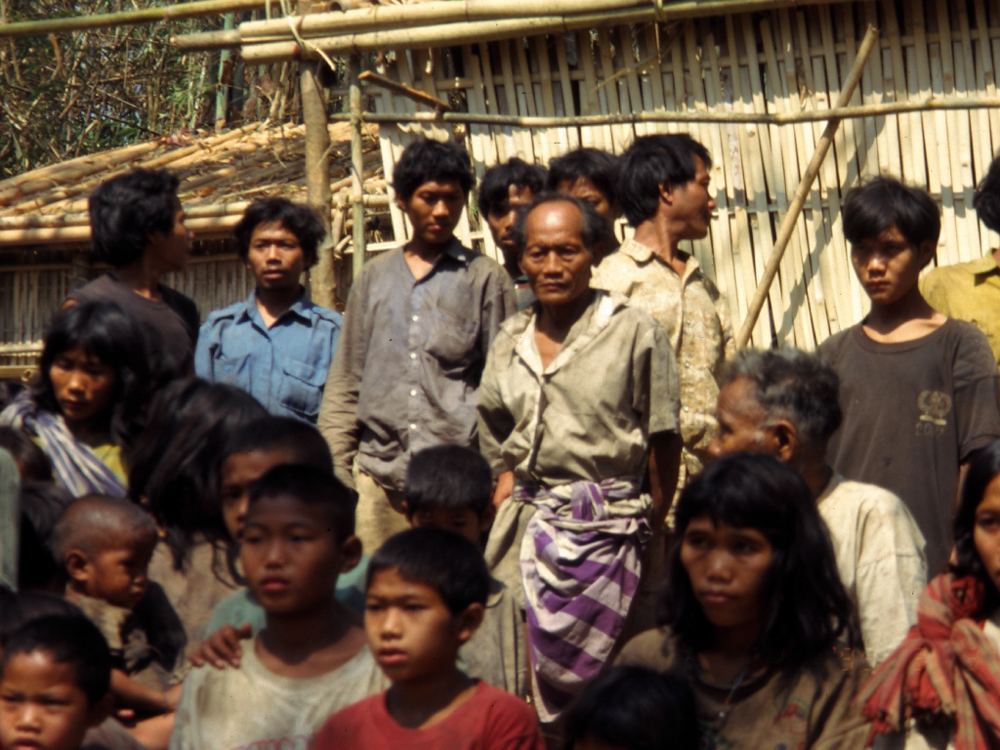
Els mlabri de Tailàndia

L'efecte fundador fou definit per Ernst Mayr l'any 1963 com l'efecte de l'establiment d'una nova població a partir d'un número reduït d'individus, transportant només una petita fracció de la variació genètica de la població original. Com a resultat, la nova població pot ser diferent, tant genèticament com fenotípicament, de la població de la qual ha derivat. Per als membres d'aquesta nova població i els seus descendents és com si la resta dels individus de la seva espècie haguessin desaparegut, per la qual cosa les seves particularitats són semblants a les que experimenta una població després d'un coll d'ampolla. Si el nombre d'individus inicials era excepcionalment baix (4 o 5, una sola parella) es diu que la població presenta un efecte fundador extrem.
A més de la baixa diferenciació genètica entre els individus, les poblacions amb efecte fundador poden presentar al·lels rars en excés o no tenir altres comuns en la població original, ja que aquesta nova població s'ha originat a partir d'una petita mostra d'individus que no era representativa de la diversitat genètica original.
L'efecte de factors com la deriva genètica, la selecció natural i una disminució de la migració (que produeix una reducció del flux gènic) sobre aquestes poblacions originades a partir d'un grup reduït d'individus inicials, dona lloc a la fixació d'al·lels (la població només presenta un sol al·lel), alguns d'ells rars com s'ha comentat anteriorment. Això condueix a una disminució de la variabilitat genètica entre els individus que conformen aquesta població fundadora. L'enriquiment d'al·lels rars, així com la baixa variabilitat gènica que existeix en aquestes poblacions, les constitueix com una eina fonamental per a estudis en genètica mèdica a través del seu ús en la identificació de gens implicats en malalties d'herència mendeliana (generalment d'herència recessiva, ja que les patologies amb aquest tipus d'herència queden "diluïdes" entre els heterozigots en poblacions amb major grandària poblacional) i especialment les d'herència complexa. Un exemple d'això el trobem a la població humana de Sardenya. Aquesta es va originar per migració d'individus des del continent europeu, per tant es tracta d'una població fundadora. Un estudi recent realitzat en 2120 habitants de l'illa ha permès identificar l'associació de variants genètiques rares (és a dir amb baixa freqüència i fins i tot absents) en les bases de dades consultades (Projecte 1000 genomes) als nivells de lípids en sang, com per exemple LDL colesterol, i a marcadors d'inflamació, aportant una informació molt valuosa sobre possibles gens/variants genètiques implicats en diverses patologies com per exemple ateroesclerosi. Un exemple interessant és l'associació de la mutació Gln40*, en la qual s'introdueix un codó de parada primerenc i que en la població sarda és causa de beta-talassèmia, amb una disminució dels nivells de LDL i colesterol total.
L'efecte fundador es dona amb freqüència a les poblacions d'animals i plantes de les illes oceàniques, descendents d'uns pocs centenars (o desenes) de colonitzadors inicials.
No obstant això, amb el pas dels segles, l'absència de competidors i la gran varietat de nínxols sense explotar poden causar radiacions massives de l'espècie original i formar-ne de noves. Aquest és el cas dels lèmurs de Madagascar o els pinsans de les illes Galápagos, descendents d'uns pocs individus d'una mateixa espècie que van colonitzar les illes en temps remots arribant des del continent.
L'espècie humana ha presentat al llarg de la història diferents poblacions amb efecte fundador, a causa de l'aïllament de minories tant de forma voluntària com obligada. Dos exemples clars de poblacions humanes amb efecte fundador són:
- Els amish (mennonites) de Lancaster (Pennsilvània). En aquesta comunitat religiosa i extremadament conservadora dels Estats Units, està present amb freqüència inusitada un gen molt escàs en la resta de la població mundial, que en estat d'homozigosi provoca una combinació de nanisme i polidactília. Des que es va formar el 1770, la comunitat amish ha presentat un percentatge molt més alt d'aquesta malaltia. Dels amish que hi ha al món, el 13% porta o manifesta el gen afectat perquè un dels 12 individus fundadors n'era portador.

- Els mlabri de les selves de Tailàndia són probablement l'única comunitat humana amb fundador extrem que es coneix. Segons la història relatada per una tribu veïna (que, al contrari que ells, és sedentària i practica l'agricultura) els mlabri són els descendents d'un nen i una nena que van ser abandonats riu avall fa 1000 anys. El 2005 es van realitzar proves d'ADN a diversos individus de la tribu que van donar conclusions concordants amb aquesta història: 58 dels 300 mlabri existents presentaven certa seqüència genètica idèntica (una cosa mai vista en una altra població humana) i d'acord amb la genètica, descendien d'una sola dona inicial i menys de 4 homes, potser només d'un.